# 羅志華
羅志華（1964年7月10日—2008年2月4日），生於香港，資深文化人、商人，1988年起接手經營青文書屋，2008年2月4日，羅志華懷疑在書倉整理書籍時，被二十多箱塌下的書籍活埋，時值農曆歲晚年廿八，無人得知其事，失救致死。

## 生平
初入行在三聯書店當店員。1988年起接手經營青文書屋。2004年，文化人馬國明因為中風關係，將其曙光書店併入青文書店。
2006年因為租約問題，青文的門市部暫停營業，羅志華把數千書籍暫時搬到大角咀合桃街2號福星工廠大廈10樓一個約100呎的分租貨倉繼續運作出版業務，本擬擇地重開分店（已經租了地方，也裝好了電腦和排版機）。2008年2月4日，羅志華懷疑在書倉整理書籍時，被二十多箱塌下的書籍活埋，時值農曆歲晚年廿八，無人得知其事，失救而死；直到十四日後屍體腐爛發臭，才由大廈保安員發現。青文遂變成永久結業，而結業前最後一名顧客為香港著名文化人馬家輝。

## 紀念文集
死後2009年2月以葉輝及馬家輝為首的一班文化人好友替他出版紀念文集《活在書堆下——我們懷念羅志華》。<ref>.<ref>